# Birds Aren't Real

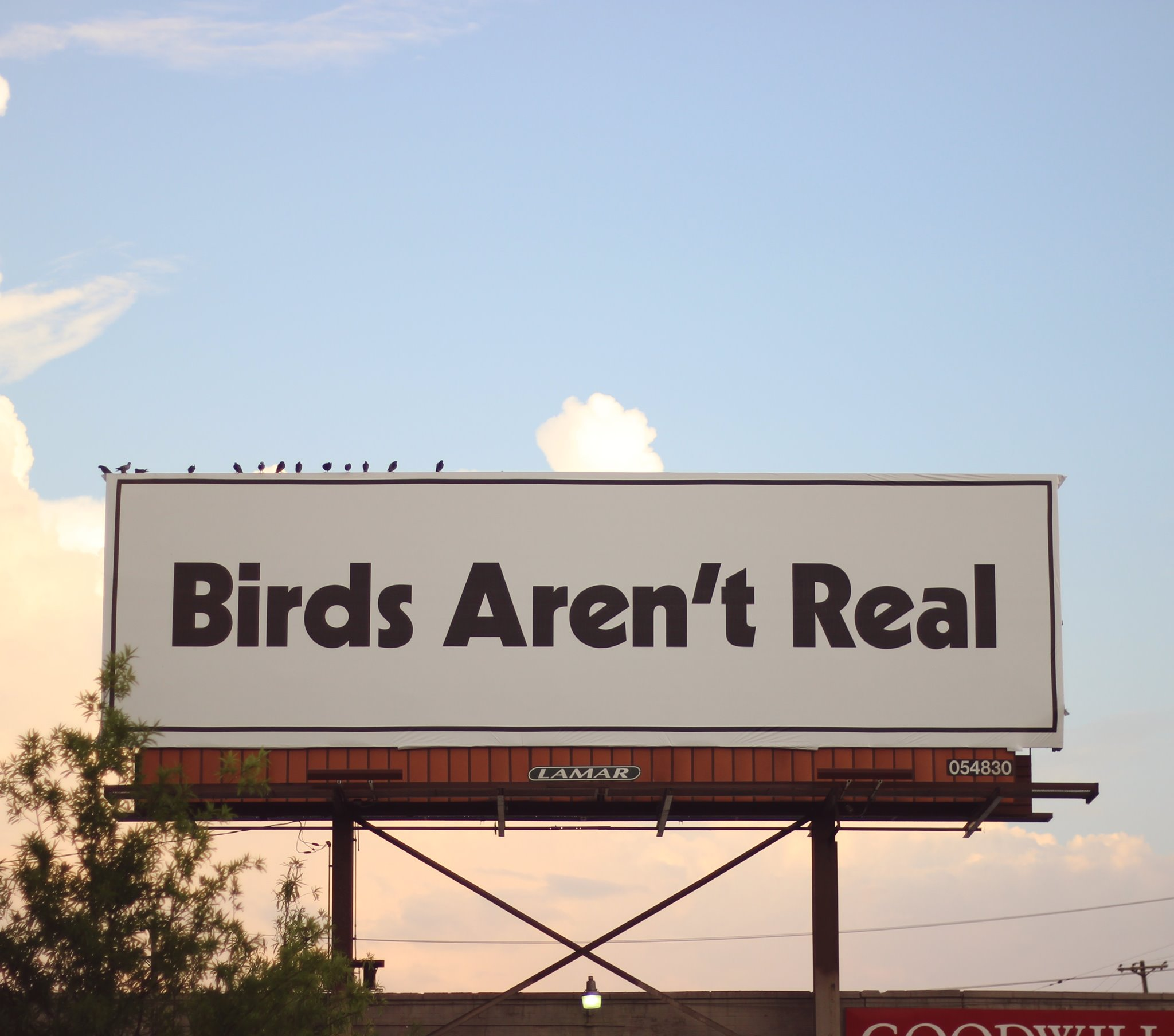
Panou din Memphis, Tennessee, 2019

Birds Aren't Real (din engleză Păsările nu există în realitate) este o teorie conspirativă satirică care susține că păsările sunt de fapt drone operate de Guvernul Statelor Unite pentru a spiona cetățenii americani.

## Început și desfășurare

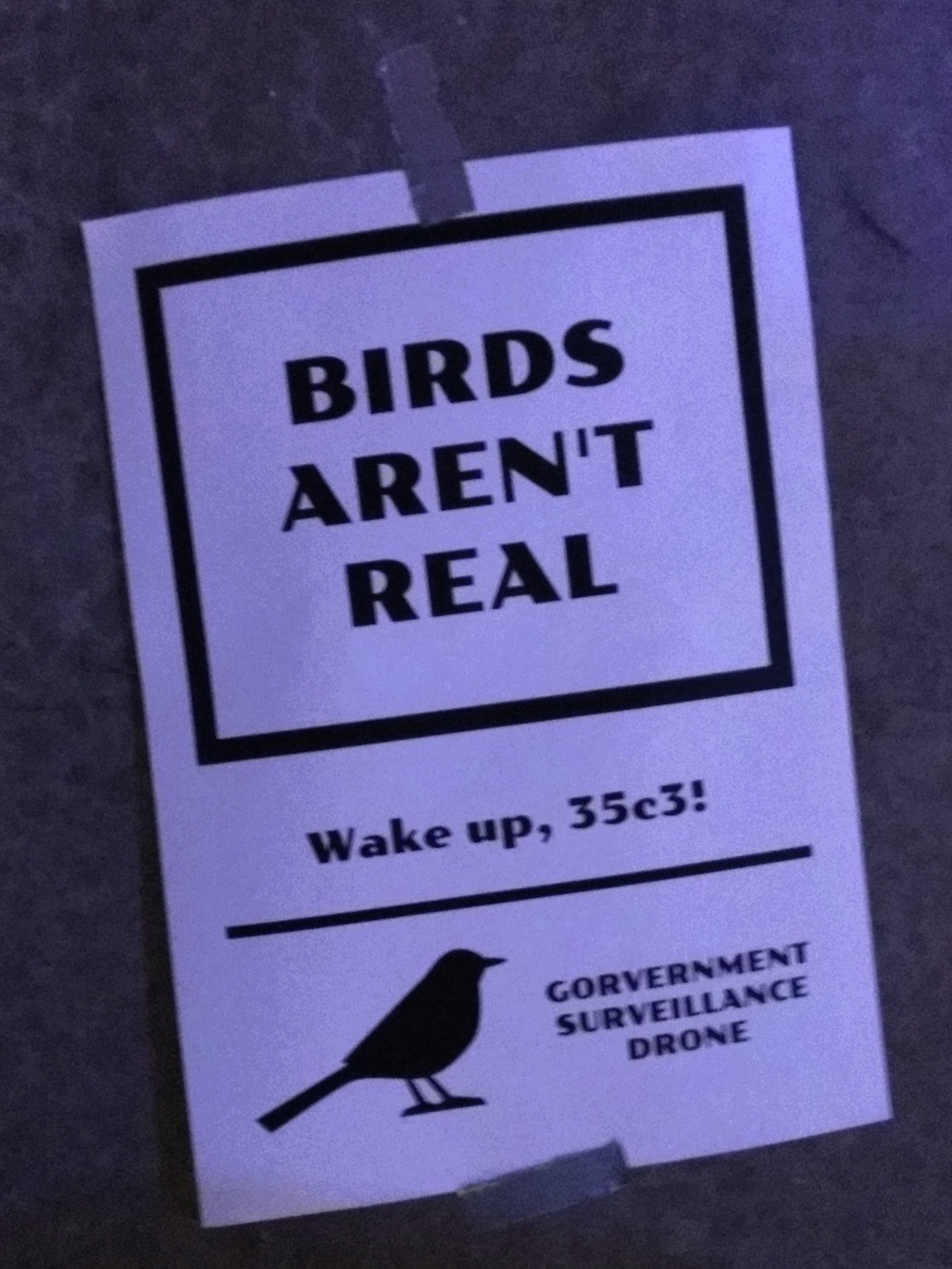
Poster inspirat de această mișcare

Teoria conspirativă a fost „înaintată” de Peter McIndoe (n. 1997/1998) în ianuarie 2017. Urmărind contraprotestul persoanelor pro-Trump de la Marșul femeilor din 2017 din Memphis, Tennessee, McIndoe a scris „Birds Aren’t Real” pe un poster și a improvizat o astfel de teorie conspirativă printre contraprotestatori. Un videoclip care a imortalizat isprava a devenit viral⁠(d) și a dat naștere mișcării satirice. În 2017, McIndoe a postat pe Facebook: „Am creat o mișcare satirică acum câteva luni, iar oamenii de pe Instagram par să o aprecieze”. Ulterior, a „respins” postarea, spunând că a fost „scrisă de un angajat concediat ulterior” și abia în 2021 a recunoscut că nu crede cu adevărat în conspirație.
Mișcarea susține că toate păsările din Statele Unite au fost exterminate de guvernul federal între 1959 și 1971 și înlocuite cu drone identice, folosite pentru spionaj asupra cetățenilor americani. Specificul teoriei, ca și în cazul adevăratelor teorii conspirative, nu este întotdeauna consistent. Susținătorii mișcării spun că păsările stau pe liniile electrice pentru a se reîncărca, că ele excretează pe automobile ca metodă de urmărire și că președintele american John F. Kennedy a fost asasinat de guvern din cauza reticenței sale de a ucide toate păsările.

## Susținători
Susținătorii frecventează manifestații cu pancarte cu mesajul "Birds Aren't Real" și alte sloganuri asemănătoare. În 2019, în Memphis, Tennessee, mesajul a fost instalat pe un mare panou publicitar. În 2021, unii susținători au pichetat sediul Twitter din San Francisco, cerând companiei să-și schimbe logo-ul. În 2021, MSNBC⁠(d) a relatat că mișcarea are sute de mii de adepți.

## Apariții în mass-media
McIndoe a avut mai multe apariții în media și a dat mai multe interviuri promovând mișcarea Birds Aren't Real. În 2021, el a declarat că lucrează cu normă întreagă ca purtător de cuvânt al mișcării, câștigând bani din vânzările de mărfuri promoționale.
Într-un interviu din 2019 pentru canalul WREG-TV⁠(d), McIndoe a declarat că este ofensat de întrebarea dacă mișcarea este una satirică, argumentând că această întrebare nu este pusă celor cu opinie opusă (că păsările există în realitate). La 6 ianuarie 2022, McIndoe a vomitat în timpul unui interviu TV în direct la canalul WGN9⁠(d) din Chicago, gestul fiind imediat recunoscut ca o farsă, McIndoe acuzând guvernul că „i-a otrăvit cafeaua”.
Tot în ianuarie 2022, McIndoe a oferit revistei Vice primul interviu în care nu juca rolul de conspiraționist. În mai 2022, a fost invitatul emisiunii 60 Minutes⁠(d), unde și-a jucat la început rolul, după care a vorbit, serios, despre scopul mișcării satirice: „E vorba de acest concept de dezinformare și de intenția de a construi un mic spațiu în care putem să-l luăm în derâdere în loc să ne fie frică de el”.